# Comtat del Tirol
El comtat de Tirol o del Tirol, principat-comtat des de 1504, fou un estats del Sacre Imperi Romanogermànic i des de 1814 una província de l'Imperi d'Àustria; des de 1867 fou una part de la corona (Kronland) de la part de Cisletània d'Àustria-Hongria. Avui dia està dividit entre la regió italiana de Trentino-Alto Adige/Südtirol, amb una petita part a la regió italiana del Veneto (Cortina d'Ampezzo i altres pobles) i l'estat federal austríac del Tirol. Les dues regions estan associades dins l'Euroregió Tirol-Tirol del Sud-Trentino.

## Història

### Època carolíngia
A la caiguda de l'Imperi Romà, la regió (que al nord era part de la província del Noricum i al sud estava dins Itàlia) va passar als ostrogots i després (552) la part nord als bavaresos i la part sud als longobards. Hi havia llavors dos bisbats: Trent i Seben (aquest fou més tard el bisbat de Brixen o Bresannone). Al segle viii apareix dividida en districtes (gau): Vintzgau (Fintsgowe), Passeyer (Vall de Pasir), Cillerthal o Cillaresthal, Pusterthal (Pustrissa), Innthal, Norithal (a l'entorn del Brenner) i Bolzano. A aquesta última hi residia un comte. Al segle X el Tirol estava en la major part dins del nou ducat de Baviera, mentre el del sud havia passat a la Marca de Verona (creada el 890); la marca fou una dependència de Baviera el 952 i després del 976, quan la marca de Caríntia fou erigida en ducat separat de Baviera, la marca de Verona va quedar dependent de Caríntia.

### Establiment del comtat
El 1027 l'emperador Conrad II va separar el territori del bisbat de Trento del regne d'Itàlia i el va agregar al ducat de Baviera, que estava aleshores sota govern del seu fill Enric VI de Baviera (després Enric III del Sacre Imperi). Aquell any l'emperador va concedir en feu als bisbes de Trento els comtats de Trento, Vintzgau (Fintsgowe) i Bozen; el comtat de Norithal fou concedit al bisbe de Bresannone o Brixen, que més tard va adquirir també el de Pusterthal (1091). Els bisbes van infeudar els territoris a nobles seculars.
Al segle XII uns comtes locals que residien al castell de Tirol prop de Merano, van adquirir el càrrec de protectors (vogt) de la diòcesi de Trento i tanmateix del bisbat de Brixen o Bresannone. Aquesta circumstància els va permetre estendre el seu domini per extenses zones de la regió i sobrepassar en poder als bisbes, dels quals nominalment eren feudataris. Després de la deposició d'Enric X l'Orgullós (duc de Baviera 1126-1138, duc Enric II de Saxònia 1127-1138), els comtes de Tirol van reforçar la seva independència en relació al ducat de Baviera. Quan la Casa de Welf (amb Enric XII fill d'Enric XI) va rebre el feu altre cop el ducat de Baviera de mans de l'emperador Frederic Barba-roja a la dieta de 1154 a Goslar, el comtat de Tirol ja en va quedar fora; durant el govern d'Enric XII el Lleó (duc de Baviera, 1156-1180, duc Enric III de Saxònia 1142-1180) es va consolidar la independència enfront de la nova dinastia bavaresa dels Wittelsbach, en ple ascens.

### Gorízia-Tirol
El 1248 es va extingir la casa ducal de Merània (casa d'Andechs) i el comte de Tirol va adquirir els comtats de Unter Innthal i Pusterthal que pertanyien a aquest llinatge, dominant així quasi tota la zona muntanyosa (Land im Gebirge). A la mort del darrer comte Albert IV (1253) el van heretar els seus gendres, la major part 1253 el comte Meinard I de Gorízia (Görz) (casat amb Adelaida, filla de l'últim comte Albert IV de Tirol) i la resta Gebard d'Hichberg (casat amb la segona filla Elisabet). Quan els seus fills van dividir el seu patrimoni el 1271, el major Meinard II va obtenir Tirol (la part sud), que va ser reconegut com a senyoria immediata. Va fer costat a l'alemany Rodolf d'Habsburg contra el seu rival Ottokar II de Bohèmia. En recompensa, va rebre el ducat de Caríntia amb la marca de Carniola el 1286. A més el 1275 havia mort Gebhard IV d'Hichberg sense fills de la seva esposa Elisabet i la part del Tirol del nord la va heretar també Meinard II que va ratificar l'adquisició per compra el 1284 a un fill de Gebhard d'un altra matrimoni.
El 1307 Enric, fill de Meinard II, va ser escollit rei de Bohèmia; a la seva mort només tenia una filla supervivent, Margarida Maultasch, que només va poder conservar el domini sobre Tirol. En 1342 es va casar amb Lluís V de Wittelsbach aleshores marcgravi de Brandenburg. L'àguila vermella en l'escut d'armes del Tirol es diu que podria derivar de l'àguila de Brandenburg en el moment en què ella i el seu marit va governar Brandenburg i Tirol en unió personal, però de fet l'àguila del Tirol ja havia aparegut al segle XIII.

Els territoris que conformen l'arxiducat d'Àustra

Lluís V de Wittelsbach va morir en 1361, seguit pel seu fill, tingut amb Margarida, Meinard III de Tirol i Brandenburg, dos anys després. A manca d'altres descendents, Margarida va llegar el comtat a Rodolf IV d'Habsburg, duc d'Àustria, el 1363. El trasllat del comtat als Habsburg va obtenir sanció imperial el 1364 en el pacte de Brünn i va ser reconegut per la casa de Wittelsbach el 1369 al conveni de Schärding. A partir d'aquest moment en endavant, Tirol va ser governada per diferents línies de la dinastia dels Habsburg d'Àustria, que tenia el títol comtal.

### Domini d'Àustria

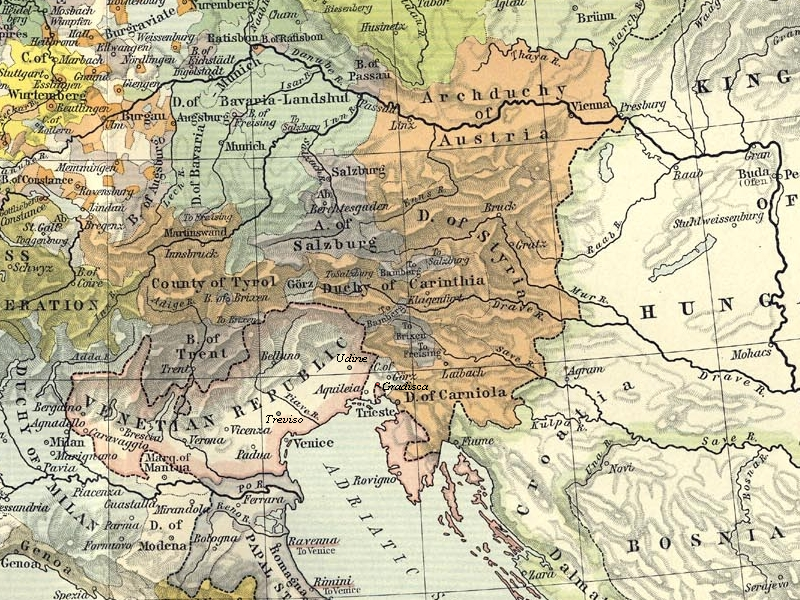
Mapa del comtat de Tirol i el Cercle Austríac durant el segle XV (vers 1477)

Després que les terres hereditàries dels Habsburg havien estat dividides pel tractat de Neuberg el 1379, Tirol va ser governada pels descendents de Leopold III, duc d'Àustria. Després d'una segona divisió dins de la línia Leopoldina, el 1406, el duc Frederic de les Butxaques Buides va rebre el domini. El 1420 va fer a Innsbruck la capital del Tirol. El 1490 el seu fill i hereu Segimon va renunciar a l'Alta Àustria, formada pel Tirol i l'Àustria Anterior a favor del seu cosí el rei Maximilià I d'Habsburg. En aquells dies, Maximilià va reunir tots els territoris dels Habsburg sota el seu govern. El 1500 va adquirir tanmateix la resta del territori de Gorízia (Görz) al voltant de Lienz i la Vall Pusteria.
Quan l'emperador Ferran I d'Habsburg va morir el 1564, va llegar el domini sobre Àustria Anterior i el Tirol al seu segon fill l'arxiduc Ferran II. Tots dos territoris a partir de llavors van correspondre als fills menors dels emperadors Habsburg: l'arxiduc Matíes el 1608 i Maximilià III el 1612. Després de la mort de l'arxiduc Segimon Francesc el 1665, totes les terres dels Habsburg van ser unides de nou sota el domini de l'emperador Leopold I.

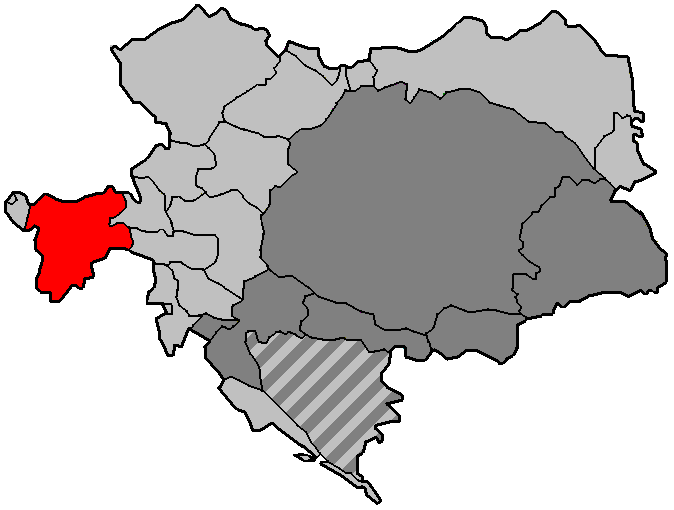
Àustria-Hongria el 1914, les terres tiroleses de la corona en vermell

Des de l'època de Maria Teresa I d'Àustria (1740-1780) en endavant, Tirol va ser governat pel govern central de la monarquia dels Habsburg a Viena en tots els assumptes de major importància. En 1803 les terres dels bisbats de Trento i Brixen van ser secularitzats i foren incorporades al comtat.

### Guerres Napoleòniques
Andreas Hofer va encapçalar la rebel·lió del Tirol el 1809 contra la invasió de Napoleó I. Després de ser derrotada per Napoleó el 1805, Àustria es va veure obligada a cedir el Tirol al Regne de Baviera, en la pau de Pressburg. Tirol, com una part administrativa de Baviera, es va convertir en membre de la Confederació del Rin el 1806. El tirolesos es van aixecar contra l'autoritat bavaresa i va aconseguir tres vegades derrotar a les tropes franceses de Baviera intentant recuperar el país.
Àustria va perdre la guerra de la Cinquena Coalició contra França, i va obtenir durs termes de pau al Tractat de Schönbrunn el 1809. Glorificat com heroi nacional tirolès, Andreas Hofer, el líder de la revolta, va ser executat el 1810 a Màntua. Les seves forces havien perdut una batalla en contra de francesos i bavaresos. Tirol va romandre dins de Bavaria (i una part dins el Regne napoleònic d'Itàlia) per quatre anys més.
El 1814, per decisió del Congrés de Viena, Tirol fou reunificada i va tornar a Àustria. Es va integrar en l'Imperi austríac. Des de 1867 en endavant, era una terra de la corona (Kronland) de Cisletània, la meitat occidental d'Àustria-Hongria.

### Fi del Comtat
Després de la Primera Guerra Mundial, els vencedors van establir canvis de fronteres. El Tractat de Saint-Germain de 1919 va resoldre d'acord amb el pacte de 1915 a Londres, que la part sud de la terra austríaca del Tirol havia de ser cedida al Regne d'Itàlia, incloent el territori de l'exbisbat de Trento, que correspon aproximadament a la moderna regió del Trentino), així com al sud del comtat medieval de Tirol, l'actual província del Tirol del Sud. Itàlia va assumir el control de la divisòria d'aigües alpines d'importància estratègica al pas del Brenner i al sud del Tirol amb la seva gran majoria de gent de parla alemanya. Des de 1949 ambdues parts formen la comunitat autònoma italiana de Trentino-Alto Adige/Tirol del Sud. La part nord del Tirol retingut per la República alemanya d'Àustria avui forma l'estat austríac de Tirol amb un enclavament anomenat Tirol de l'Est.
El 1945, arran de la Segona Guerra Mundial, les peticions del Tirol austríac i del Sud, de parla alemanya, per reunificar-se no van tenir èxit. Itàlia va mantenir el control. A partir de 1972, la República Italiana ha atorgat més autonomia per a l'Alto Adigio/Tirol del Sud.

## Llista de comtes

### Comtes de Tirol
- Albert I ?–1078
- Albert II 1078–1110/1125
- Albert III 1110/1125–1165
- Bertold I 1165–1180
- Bertold II 1180–1181
- Enric I 1180–1202
- Albert IV 1202–1253

### Casa dels Meinardins de Gorízia

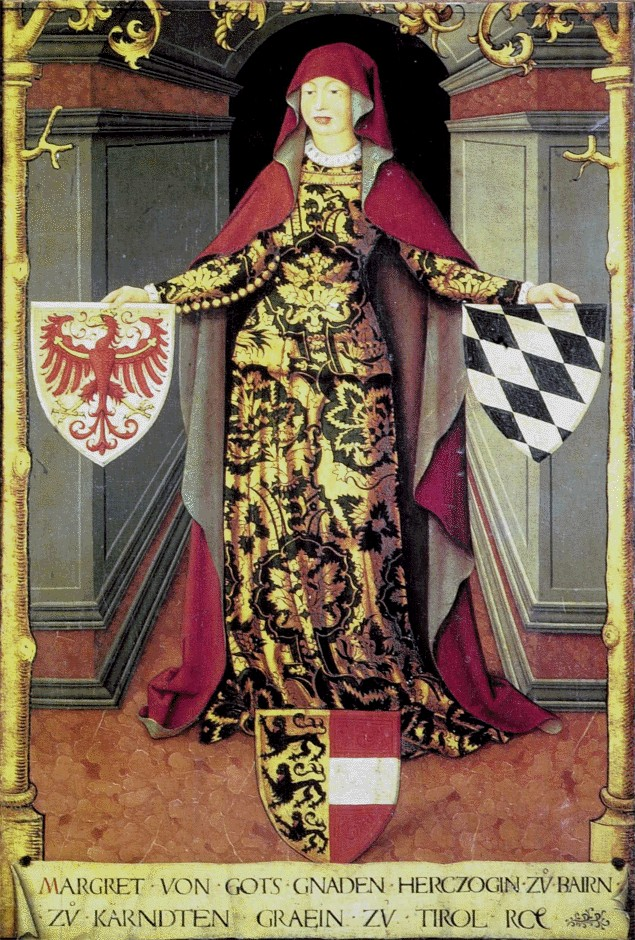
Margarida Maultasch

- Meinard I 1253–1258, III comte de Gorizia des de 1231
- Meinard II de Tirol i I de Caríntia i Carniola junt amb el seu germà 1258–1295, IV comte de Gorízia fins a 1271, duc de Caríntia i Marcgravi de Carniola des de 1286, 
  - Albert co-comte de Tirol i Görz 1258-1271, també comte només de Gorizia o Görz de 1271 fins al 1304
- Enric II 1295-1335, fill de Meinard II, comte junt amb els seus germans, VIII duc de Caríntia, I rei de Bohèmia 1306 i 1307-1310, 
  - Albert, fins a 1292
  - Lluís, fins a 1305
  - Otó, fins al 1310
- Margarida de Tirol, filla d'Enric II, casada amb:
  - Joan Enric de Luxemburg 1335–1341 (primeres noces)
  - Lluís de Wittelsbach 1341–1361, també margcravi de Brandenburg 1323-1351, Duc de Baviera des de 1347
- Meinard III 1361–1363.

### Dinastia Habsburg
- Rodolf IV d'Habsburg 1363–1365, duc d'Àustria 1358-1365, Estíria i Caríntia des de 1358, duc de Carniola des de 1364
- Leopold I 1365–1386, germà, duc d'Àustria fins a 1379, duc d'Estíria, Caríntia i Carniola (Àustria Interior segons l'acord de 1379 Tractat de Neuberg), junt amb el seu germà
- Albert IV fins al 1379, únic duc d'Àustria des de 1379
- Guillem 1386–1406, fill de Leopold I, governant d'Àustria Interior junt amb el seu germà
  - Leopold II 1396–1406, regent de Tirol i Àustria Anterior (fins a 1402), regent d'Àustria des de 1406
- Frederic el de la Bossa Buida 1406–1439, germà, regent d'Àustria Anterior des de 1402
- Segimon 1439–1490, governant d'Àustria Anterior, deposat
- Reunificació de les terres dels Habsburg sota Maximilià I 1490–1519, rei d'Alemanya (rei dels Romans) des de 1486, arxiduc d'Àustria des de 1493, emperador des de 1508.
- Branca d'Àustria Anterior i Tirol:
- Ferran II 1564–1595
- Maties I del Sacre Imperi Romanogermànic 1595-1612
- Maximilià III 1612–1618,
- Leopold V 1619–1632
- Ferran Carles 1632-1662 junt amb la mare
  - Clàudia de Mèdici 1632–1646, com a regent
- Segimon Francesc 1663–1665
- Extinció de la línia i reunificació de les terres dels Habsburg sota Leopold I 1665–1705, emperador des de 1658.